# 대구광역시서울본부
대구광역시 서울본부(大邱廣域市 서울本部)는 중앙행정기관과의 협조를 통해 대구광역시의 업무를 효율적으로 추진하기 위해 대구광역시청 산하에 설치된 사업소로, 삼각지역과 신용산역 사이의 대한지방행정공제회 회관에 있다.
서울본부장은 지방서기관, 또는 일반 임기제 공무원으로 보한다.

## 연혁
- 2004년 3월 3일: 대구광역시 서울사무소 설치
- 2011년 10월 10일: 대구광역시 서울본부로 변경
- 2015년 7월 21일: 대구광역시 서울본부 세종사무소 설치
- 2018년 6월 28일: 대구광역시 서울본부 이전(용산구 한강로2가 → 영등포구 여의도동)

## 조직
본부장
- 행정지원과
- 세종사무소